# Liberty Rocks
Die Liberty Rocks sind eine Gruppe von Klippenfelsen im Archipel der Südlichen Shetlandinseln. In der Nelson Strait liegen sie südöstlich der Mellona Rocks.
Das UK Antarctic Place-Names Committee benannte sie 1961 nach dem britischen Robbenfänger Liberty aus Newcastle upon Tyne, der zwischen 1821 und 1822 in den Gewässern um die südlichen Shetlandinseln operierte.